# Trachypepla euryleucota
Trachypepla euryleucota là một loài bướm đêm thuộc họ Oecophoridae. Nó được tìm thấy ở New Zealand.
Con trưởng thành bay vào tháng 12. Ấu trùng đã được phát hiện ăn phần mảnh vụn tổ chim.

## Hình ảnh

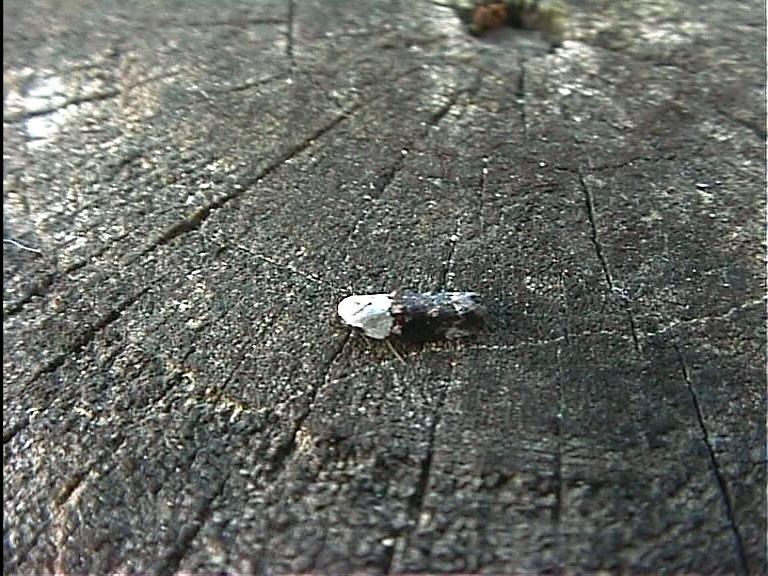